# Besiana Mehmeti
Besiana Mehmeti (makedonska: Бесиана Мехмети, alternativt Mehmedi), född den 19 augusti 1982 i Tetovo i dåvarande Jugoslavien, nuvarande Nordmakedonien, är en albansk sångerska (mezzosopran). Hon är gift med sångaren Shkodran Tolaj.
Mehmeti debuterade 2004 i Festivali i Këngës 43 med låten "Grafikë dashurie" med vilken hon inte tog sig till finalen. Två år därpå ställde hon med låten "Kepi i shpresës së mirë" upp i Festivali i Këngës 45 tillsammans med Mustafa Ymeri. De tog sig till finalen av tävlingen där de slutade på plats 15 av 16 deltagare efter att ha fått 3 poäng. 2007 deltog hon än en gång solo i tävlingen. Hennes bidrag i Festivali i Këngës 46 hette "Di të jetoj" men hon slogs ut ur den första semifinalen. 2010 tänkte Mehmeti delta i Festivali i Këngës 49 men hennes bidrag blev inte ett av de utvalda att tävla. 2010 släppte Mehmeti singeln "Klithjë jetë".
2013 deltog Mehmeti tillsammans med sin fästman Shkodran Tolaj i Kënga Magjike 15 med låten "Imagjino" som skrivits av Avni Qahili med musik av Nexhat Mujovi. I november 2013 meddelade Radio Televizioni Shqiptar (RTSH) att Mehmeti kom att delta i Festivali i Këngës 52 i en duett med Shkodran Tolaj. Deras bidrag hette "Jam larg" (jag är långt bort) och skrevs och komponerades av Vullnet Ibraimi. I finalen slutade de på 13:e plats av 16 deltagare med 12 poäng. 2014 deltar hon återigen i tävlingen då hon med sin man ställer upp i Festivali i Këngës 53. De deltar med låten "Kështjella" som skrivits av Pandi Laço med musik av Adrian Hila.